# SN 1985P
SN 1985P – supernowa typu II-P odkryta 10 października 1985 roku w galaktyce NGC 1433. Jej maksymalna jasność wynosiła 13,50m.